# 九九式襲撃機
キ51 九九式襲撃機/九九式軍偵察機
部隊マークとして「日章」を尾翼に描いた飛行第44戦隊所属の九九式軍偵察機（キ51）
- 用途：攻撃機/偵察機
- 分類：襲撃機/軍偵察機
- 設計者：大木喬之助
- 製造者：三菱重工業
- 運用者： 大日本帝国（日本陸軍）
- 初飛行：1939年6月
- 生産数：2,385機（軍偵察機型を含む）
- 生産開始：1939年6月
- 運用状況：退役

九九式襲撃機（きゅうきゅうしきしゅうげきき）は、第二次世界大戦時の大日本帝国陸軍の襲撃機（攻撃機）。キ番号（試作名称）はキ51。略称・呼称は九九襲、九九襲撃など。連合軍のコードネームは Sonia（ソニア）。開発・製造は三菱重工業。本機の派生型として戦術偵察機である九九式軍偵察機（きゅうきゅうしきぐんていさつき。キ番号は同じくキ51。略称・呼称は九九式軍偵、九九軍偵など）が存在し、本項ではその両機について詳述する。

## 襲撃機
「襲撃機」とは、1938年（昭和13年）1月に参謀本部から陸軍省に提出された「次期飛行機ノ性能等ニ関スル作戦上ノ要望」の中ではじめて明文化された、日本陸軍の軍用機の新カテゴリである。1935年（昭和10年）前後にソビエト労農赤軍の赤色空軍で生まれた、高度100m程度を超低空飛行し森などの陰に隠れた敵地上部隊を急襲する戦法を取る「シュトゥルモヴィーク（直訳は襲撃者）」を、日本陸軍でも機体のコンセプトを含めて採用したものである。
その用途は「主として敵飛行場に在る飛行機並びに地上軍隊の襲撃」とされ、「超低空並びに降下爆撃に適し努めて行動を軽快ならしむ」ために要求すべき性能が定められている。他方、既存のカテゴリである「軽爆撃機」は「水平爆撃を主とし降下爆撃をも実施し」と用法に差別化が図られていた。また、「襲撃機」は軽快な低空運動性のかわりに常用高度は低く、爆弾の搭載量は抑えられるものの固定機関銃または機関砲を装備し、要部の装甲など防弾装備が「軽爆撃機」との違いであった。
敵地上部隊を襲撃するこの「襲撃機」は、いわゆる近接航空支援に比重が置かれた「地上攻撃機」に相当するものでもある。

## 概要

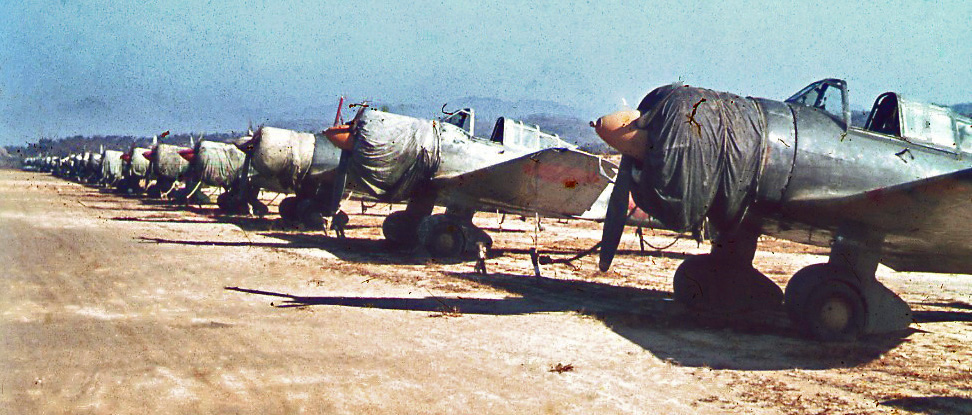
終戦後、金浦飛行場に集積された九九式襲撃機ないし九九式軍偵察機

1937年（昭和12年）、陸軍は三菱重工業に対し軍偵察機としてキ51の開発を内示し、1938年（昭和13年）1月末に試作を命じた。ところが7月、試作研究の途中で「陸軍航空本部兵器研究方針」の改正があり、軍偵察機と襲撃機を同一機種とすることが明示されたため、キ51は襲撃機を主用途とした。大木喬之助技師を設計主務者とする開発陣は指示書に従い、エンジンに三菱製ハ26-IIを採用した単発複座単葉低翼固定脚の機体を設計した。
固定武装は両翼内に7.7 mm 機関銃（八九式固定機関銃）を2挺、後部座席に旋回式7.7 mm 機関銃（テ4）を1挺装備した。ただし翼内7.7 mm 機関銃は実戦投入後に空戦及び地上銃撃時の威力不足が指摘されたため、1943年（昭和18年）11月より12.7 mm 機関砲（ホ103 一式十二・七粍固定機関砲）に換装された。爆弾は当初200 kg（15 kg×12または50 kg×4）まで搭載可能であった。また、低空飛行で地上を攻撃する任務の性格上、敵地上部隊からの反撃を受ける可能性が高いことや、陸軍の防弾装備への深い理解から防弾についても考慮されており、11号機（増加試作機）からはエンジン下面、操縦席下面、背面、胴体下面、中央翼下面を6 mm 厚の防弾鋼板で保護し、また燃料タンクはゴム張りセルフシーリング式の自動防漏タンク（防火タンク・防弾タンク）とされていた。
最初の試作機2機が、1939年夏に完成した。同年末までには、11機の増加試作機が運用テスト用として完成した。
試作機における試験結果は飛行性能および操縦性も良好であったが、機体の振動や着陸時の失速特性の悪さといった問題も指摘され、量産型では主翼前縁にスラットを設けることでその解決を図り、1940年（昭和15年）5月に九九式襲撃機として制式制定された。 当時、陸軍は 皇紀2600年制式の兵器の命名方針を定め切れていなかったため、前年度年式と同じ「九九式」とされた。
また本機は生産過程で一部仕様（艤装）を変更するだけで軍偵察機にする事もでき、この型は九九式軍偵察機として制式制定された。この派生型では後部座席の副操縦装置や防弾鋼板を取り外し、胴体下・横に開けられた小窓から外部を空中撮影するための写真機が設置された。この仕様変更に対応するため、胴体内に爆弾を収納するスペースは無くなり、爆弾は両翼下に搭載された（軍偵察機は司令部偵察機のような偵察専用機ではなく、時には爆装しての攻撃任務を行えることが求められている）。また視界を広げるために機体に比して風防・天蓋が大きく設計されている。ただし艤装以外は元の九九式襲撃機とほとんど同じものである。
生産の過程でほとんど変更が加えられなかった。原型の設計が非常に良かったため、実質的にその後の開発が行われなかったのである。
生産数は三菱製が1,472機であり、1944年（昭和19年）以降は陸軍航空工廠でも1,000機近くが生産され、軍偵型も含めた総数は2,385機。
1941年（昭和16年）、性能向上のためにエンジンをハ112に換装し、固定脚を引込脚に変更したキ71が満州飛行機によって試作されたが、期待した程の性能向上が見られなかったため実用化には至らずに終わった。
後継機はキ102乙

## 実戦・評価

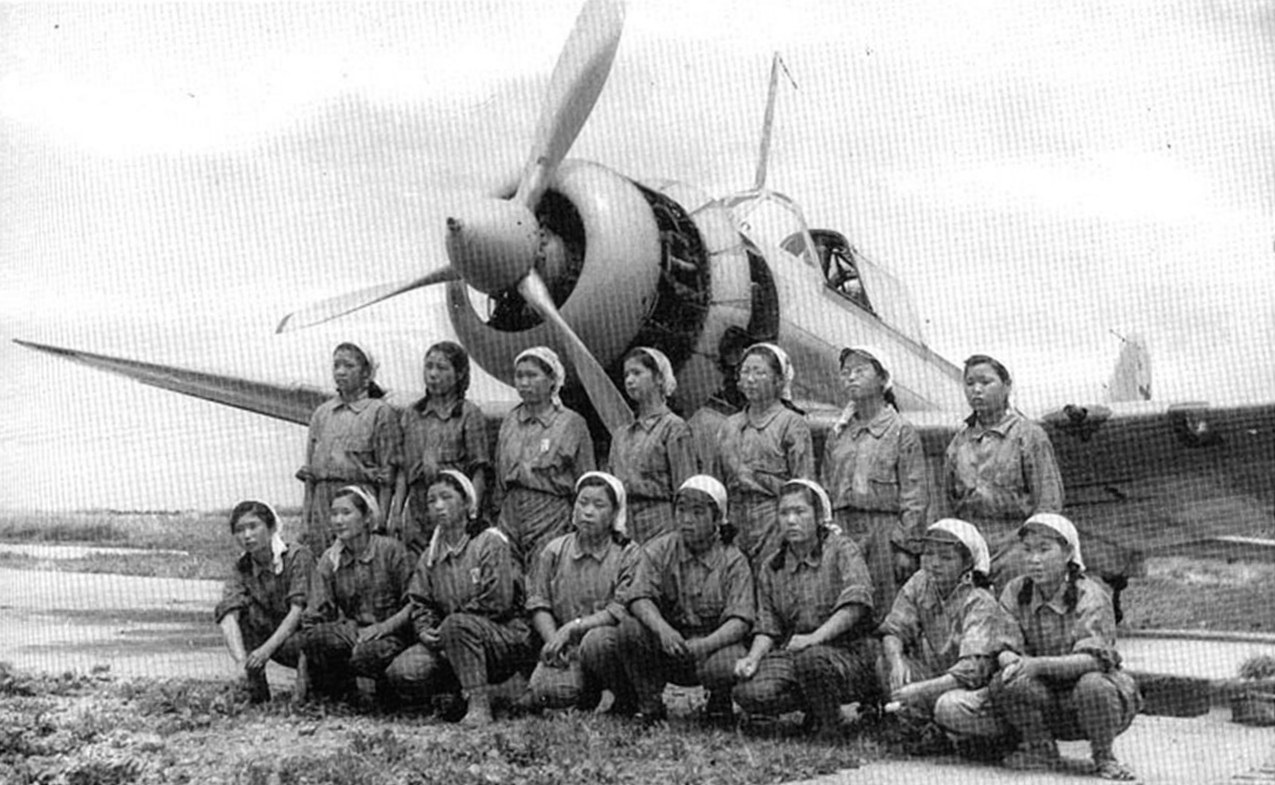
銚子陸軍飛行場（下志津陸軍飛行学校銚子分教場）にて九九軍偵と記念撮影を行う女子挺身隊

九九式襲撃機・九九式軍偵察機は、日中戦争（支那事変）後期から太平洋戦争（大東亜戦争）全期にわたって使用され、主に飛行分科「襲撃」・「軍偵」の飛行戦隊・独立飛行中隊に配備、中国大陸から南方戦線（マレー半島、インドネシア、ビルマ、ニューギニア、フィリピンなど）各地の広範囲で活躍した。低空運動性の高さ（敵戦闘機撃墜の報告もある）、単純で頑丈な固定脚であるがゆえの不整地からの離着陸性能の良さ、また搭載翼銃砲は機首配置の場合のプロペラ同調式を採用せず整備性が良かったことなどから、戦地での酷使にも耐える実用性の高い機体であった。素直な操縦性と堅牢な機体構造と十分な馬力から教導訓練用の高等練習機としても重宝され、さらに連絡機や要人輸送機としても盛んに使用されるほどの汎用性も魅力であった。
大戦後半には飛行分科「対潜」の飛行部隊に配備され対潜哨戒機としても活躍しており、中でも1945年（昭和20年）8月6日にはバリ島沖・ロンボク海峡にて、アメリカ海軍潜水艦「ブルヘッド (USS Bullhead, SS-332) 」を60 kg爆弾にて確実撃沈している。なお、「ブルヘッド」は第二次大戦において敵の攻撃で撃沈された最後のアメリカ海軍艦艇である。
しかし大戦後半になると基本設計の旧式化は否めず、また敵の新鋭戦闘機に比べ相対的に低馬力・低速になったため、撃墜されることが多くなり損害が増大している。また他の日本機と同様に作戦機としては爆弾の搭載量が少なく、航続距離も不足しがちであった。それでも、その信頼性と汎用性の高さから終戦まで陸軍地上攻撃機の主力機として第一線で活躍し続けた。例として、1944年の中国戦線における大陸打通作戦では、8月6日に在支米空軍飛行場がある要衝たる衡陽陥落に九九襲ないし九九軍偵が貢献（友軍地上部隊の眼前にて近接航空支援を実施）。さらにフィリピン防衛戦におけるレイテ島の戦いでは、1944年11月4日未明に一式戦闘機「隼」や九九式双軽爆撃機とともに数機の九九襲がタクロバンのアメリカ軍占領下の飛行場およびレイテ沖に停泊中の輸送船を攻撃、この協同戦で在地敵機41機に確実に損傷を与え米第345爆撃航空群要員100名以上が戦死する戦果を挙げている。1945年の沖縄戦でも飛行第66戦隊の九九襲が通常の艦船攻撃に投入された。
そのフィリピンの戦いを指揮した、第4航空軍司令官富永恭次中将が台湾へ脱出した際に搭乗したのも飛行第32戦隊に属する本機であった。富永はデング熱に罹患しており、まともに歩行できなかったので、後部座席までよじのぼることができず、参謀らが尻を押して飛行機の中に放り込んでいる。富永機には副官の内藤准尉が搭乗する本機と4機の護衛機の一式戦闘機しか随行しなかったが、圧倒的なアメリカ軍の制空権下で無事に台湾に到着している。
末期には胴体下に250kg爆弾が搭載できるように改造され、対艦攻撃機もしくは特攻機として用いられることも多かった。
本機は有名なアメリカの飛行家である、チャールズ・リンドバーグの駆るP-38戦闘機とも戦っている。リンドバーグの僚機2機を相手に、高い運動性をもって翻弄していた1機が、リンドバーグ機との対進戦での撃ち合いに敗れ撃墜されている。
戦後、海外に残存した一部の機体が現地の軍隊で運用された。特に、国共内戦の際の中国人民解放軍やインドネシア独立戦争の際のインドネシア人民軍で運用されたことが知られている。

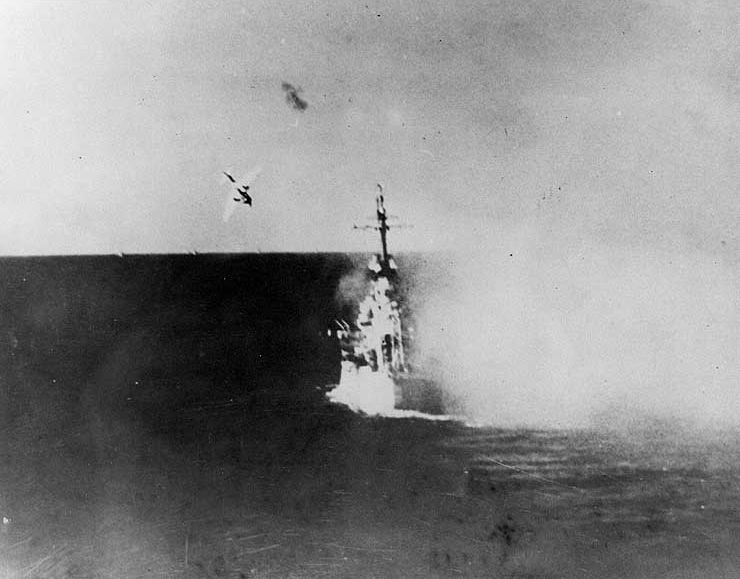
1945年1月6日、ルソン島の戦いにおいて軽巡洋艦「コロンビア」に命中直前の九九襲ないし九九軍偵の特攻機
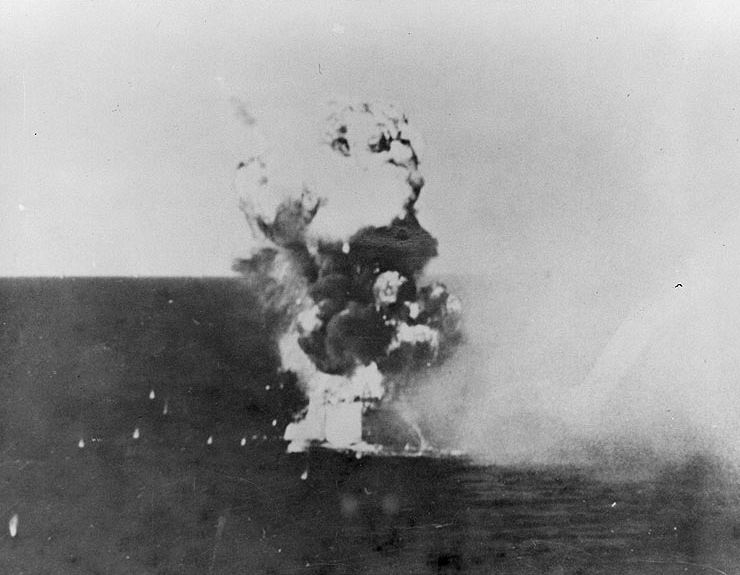
同左。「コロンビア」に命中した瞬間
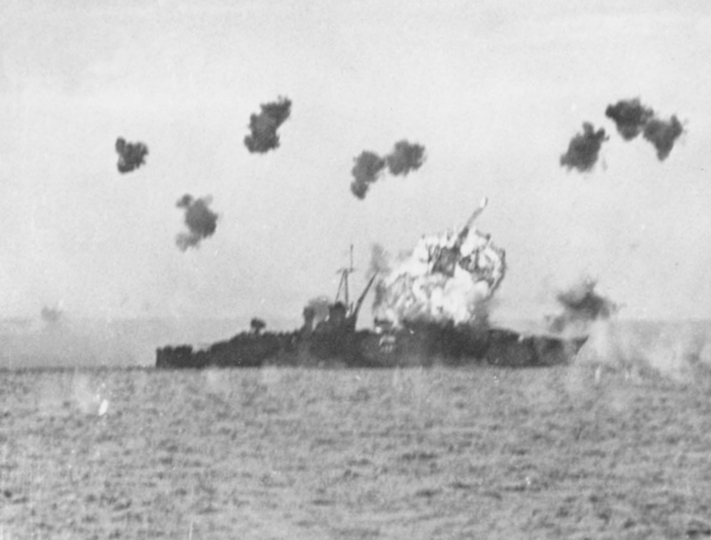
1945年1月8日、ルソン島の戦いにおいて重巡洋艦「ルイビル」 に命中した瞬間の九九襲ないし九九軍偵の特攻機（「石腸隊」あるいは「進襲隊」）
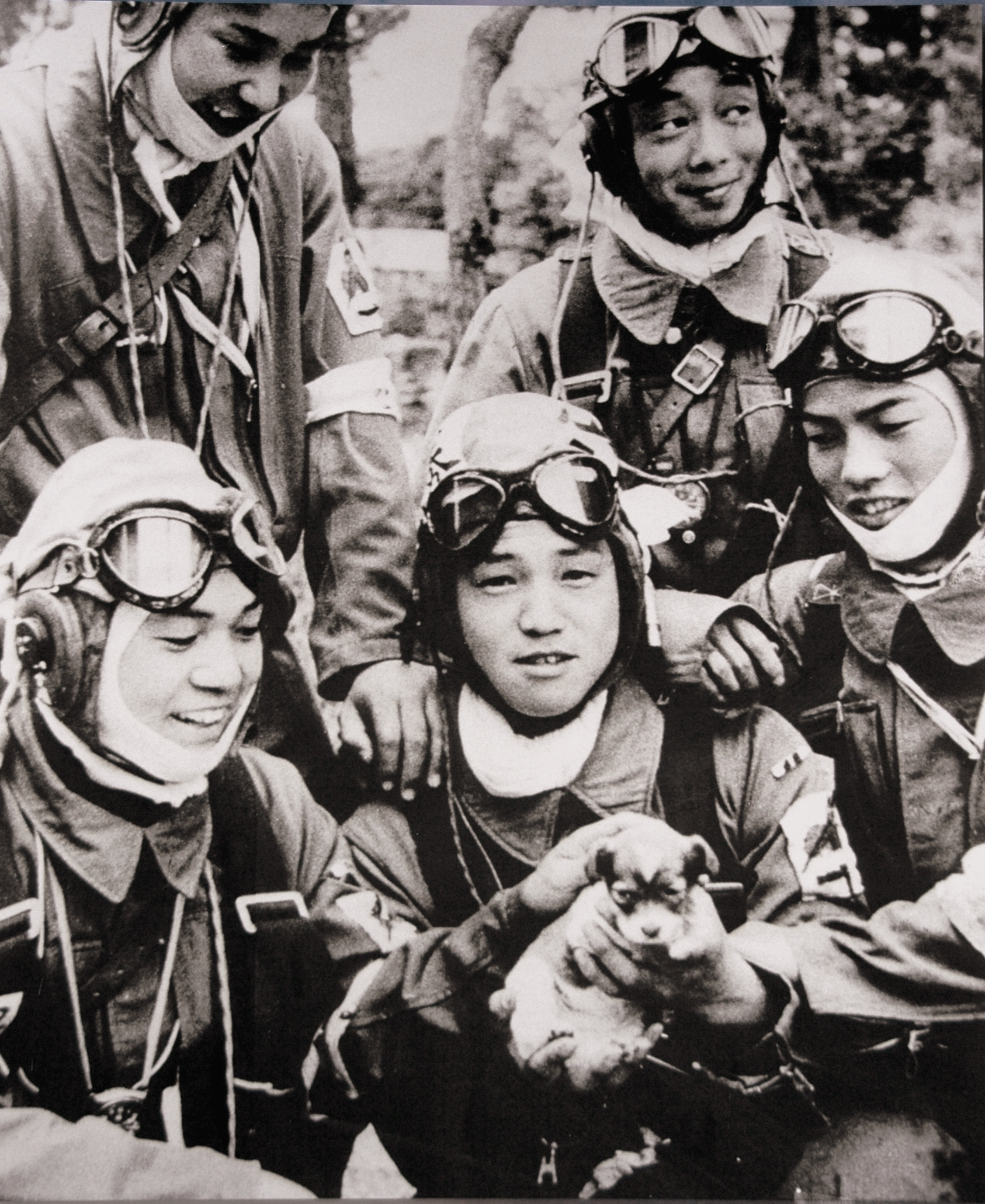
1945年5月26日、沖縄戦において九九襲ないし九九軍偵を装備する特攻隊である第72振武隊の操縦者達（中央は荒木幸雄伍長）。翌27日に、隊長佐藤睦男中尉以下第72振武隊は万世陸軍飛行場を出撃、沖縄沖50 kmの地点で駆逐艦「ブレイン」に突入、大破・炎上の確実戦果を挙げた

## 現存機

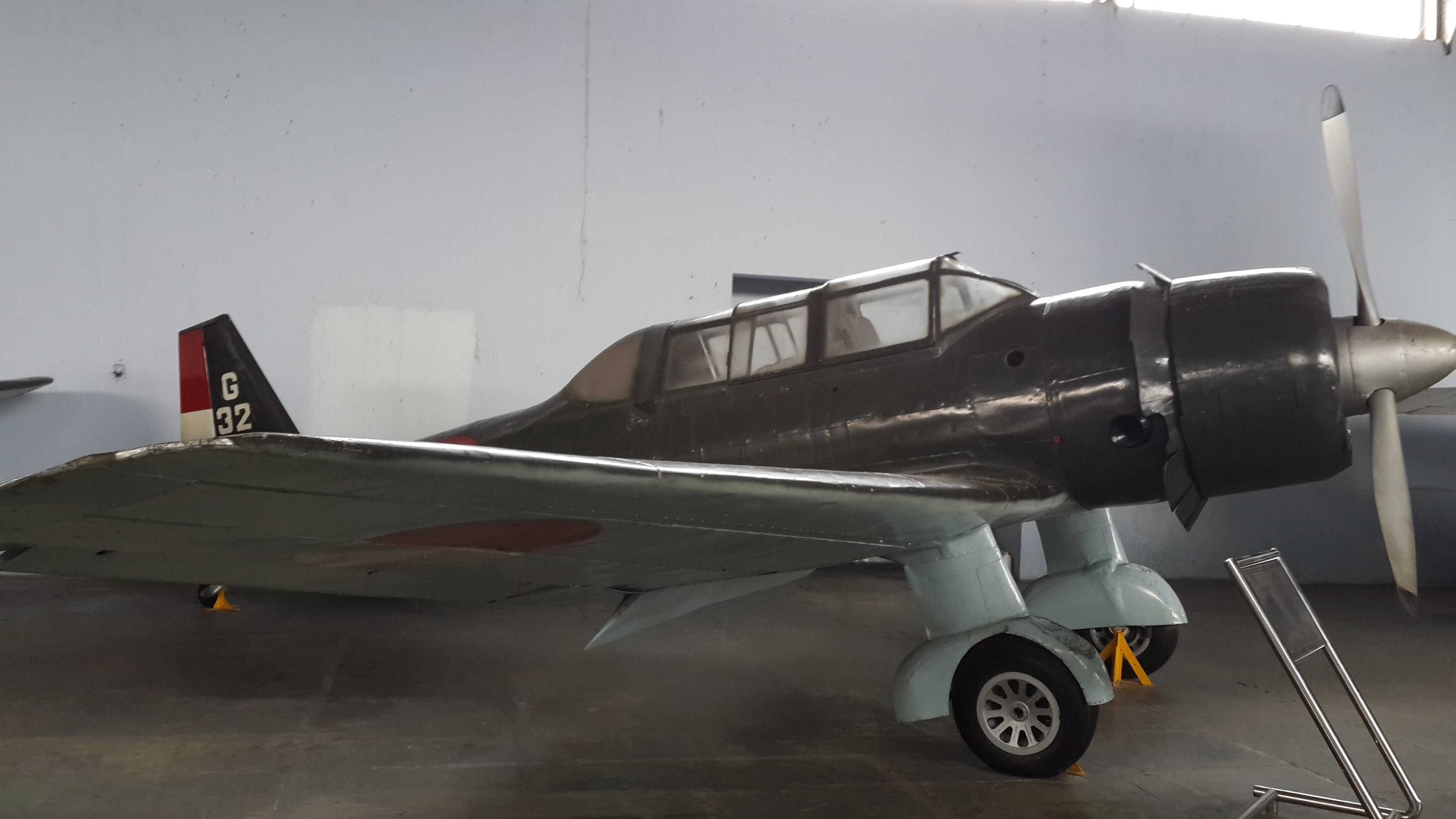
インドネシア空軍中央博物館収蔵の九九襲ないし九九軍偵。天蓋など各部に手が加えられている

現存機としては、戦後にインドネシア人民軍で使用された機体がインドネシア空軍中央博物館「ディルガンタラ・マンダラ」に一式戦「隼」と共に保存・展示されている。

## 主要諸元
- 構造：単発、低翼単葉、全金属製応力外皮構造、固定脚
- 乗員：2名
- 全長：9.21 m
- 全幅：12.10 m
- 主翼面積：24.20 m2
- 自重：1,873 kg
- 全備重量：2,798 kg
- エンジン：三菱 ハ26-II（瑞星） （空冷星型複列14シリンダー、離昇出力940 hp）
- プロペラ：住友ハミルトン 油圧式可変ピッチ3翅
- 最高速度：424 km/h （高度3,000 m）
- 実用上昇限度：8,270 m
- 上昇率：5000 mまで8'47"
- 航続距離：1,060 km （燃料608 Lの場合）
- 武装：翼内7.7 mm機関銃（八九式固定機関銃）×2（前期型）、翼内12.7 mm機関砲（ホ103）×2（後期型）、後方7.7 mm旋回機関銃（テ4）×1
- 爆装：最大200 kg（250 kg爆弾は特攻機仕様）
- 離陸滑走距離：165 m
- 着陸滑走距離：276 m